# 新疆维吾尔自治区人民政府
新疆维吾尔自治区人民政府（維吾爾語：شىنجاڭ ئۇيغۇر ئاپتونوم رايونلۇق خەلق ھۆكۈمىتى‎），是中华人民共和国新疆维吾尔自治区的省级地方行政机关和自治机关。

## 沿革
1949年9月，新疆和平解放，中国共产党开始主政新疆。10月，中共中央组建中共中央新疆分局。12月17日建立新疆省人民政府委员会，彭德怀召开新疆省人民政府成立大会第一次全体委员会议，宣布正式成立新疆省人民政府。同时，新疆军区成立。1950年1月，中央人民政府政务院第十四次政务会议批准《新疆省人民政府委员会目前施政方针》。1955年改新疆省为新疆维吾尔自治区。

## 职权
根据《中华人民共和国地方各级人民代表大会和地方各级人民政府组织法》第七十三条，县级以上的地方各级人民政府行使下列职权：
1. 执行本级人民代表大会及其常务委员会的决议，以及上级国家行政机关的决定和命令，规定行政措施，发布决定和命令；
2. 领导所属各工作部门和下级人民政府的工作；
3. 改变或者撤销所属各工作部门的不适当的命令、指示和下级人民政府的不适当的决定、命令；
4. 依照法律的规定任免、培训、考核和奖惩国家行政机关工作人员；
5. 编制和执行国民经济和社会发展规划纲要、计划和预算，管理本行政区域内的经济、教育、科学、文化、卫生、体育、城乡建设等事业和生态环境保护、自然资源、财政、民政、社会保障、公安、民族事务、司法行政、人口与计划生育等行政工作；
6. 保护社会主义的全民所有的财产和劳动群众集体所有的财产，保护公民私人所有的合法财产，维护社会秩序，保障公民的人身权利、民主权利和其他权利；
7. 履行国有资产管理职责；
8. 保护各种经济组织的合法权益；
9. 铸牢中华民族共同体意识，促进各民族广泛交往交流交融，保障少数民族的合法权利和利益，保障少数民族保持或者改革自己的风俗习惯的自由，帮助本行政区域内的民族自治地方依照宪法和法律实行区域自治，帮助各少数民族发展政治、经济和文化的建设事业；
10. 保障宪法和法律赋予妇女的男女平等、同工同酬和婚姻自由等各项权利；
11. 办理上级国家行政机关交办的其他事项。

## 机构设置
根据《新疆维吾尔自治区机构改革方案》，除新疆维吾尔自治区人民政府办公厅外，新疆维吾尔自治区人民政府设置组成部门23个，直属特设机构1个，直属机构10个，部门管理机构5个。
新疆维吾尔自治区人民政府设置下列机构：
- 新疆维吾尔自治区人民政府办公厅

### 组成部门
- 新疆维吾尔自治区发展和改革委员会
- 新疆维吾尔自治区教育厅
- 新疆维吾尔自治区科学技术厅
- 新疆维吾尔自治区工业和信息化厅
- 新疆维吾尔自治区民族事务委员会
- 新疆维吾尔自治区公安厅
- 新疆维吾尔自治区民政厅
- 新疆维吾尔自治区司法厅
- 新疆维吾尔自治区财政厅
- 新疆维吾尔自治区人力资源和社会保障厅
- 新疆维吾尔自治区自然资源厅
- 新疆维吾尔自治区生态环境厅
- 新疆维吾尔自治区住房和城乡建设厅
- 新疆维吾尔自治区交通运输厅
- 新疆维吾尔自治区水利厅
- 新疆维吾尔自治区农业农村厅
- 新疆维吾尔自治区商务厅
- 新疆维吾尔自治区文化和旅游厅
- 新疆维吾尔自治区卫生健康委员会
- 新疆维吾尔自治区退役军人事务厅
- 新疆维吾尔自治区应急管理厅
- 新疆维吾尔自治区人民政府外事办公室
- 新疆维吾尔自治区审计厅

（教育厅和中共新疆维吾尔自治区委员会教育工作委员会合署办公，并加挂语言文字工作委员会牌子；民族事务委员会挂宗教事务局牌子）

### 直属特设机构
- 新疆维吾尔自治区人民政府国有资产监督管理委员会

### 直属机构
- 新疆维吾尔自治区市场监督管理局
- 新疆维吾尔自治区广播电视局
- 新疆维吾尔自治区体育局
- 新疆维吾尔自治区统计局
- 新疆维吾尔自治区医疗保障局
- 新疆维吾尔自治区机关事务管理局
- 新疆维吾尔自治区地方金融管理局
- 新疆维吾尔自治区信访局
- 新疆维吾尔自治区林业和草原局
- 新疆维吾尔自治区人民防空办公室

（市场监督管理局挂知识产权局牌子；地方金融管理局牌子挂在中共新疆维吾尔自治区委员会金融委员会办公室，并加挂中共新疆维吾尔自治区委员会金融工作委员会牌子，纳入中共自治区委机构序列）

### 直属事业单位
- 新疆国际博览事务局
- 新疆维吾尔自治区人民政府参事室
- 新疆维吾尔自治区有色地质勘查局
- 新疆维吾尔自治区煤炭工业管理局西山煤矿留守处（正处级）
- 今日新疆杂志社（副厅级）

（新疆国际博览事务局涉外时称中国－亚欧博览会秘书处；参事室挂文史研究馆牌子。）

### 部门管理机构
- 新疆维吾尔自治区粮食和物资储备局，由自治区发展改革委管理。
- 新疆维吾尔自治区监狱管理局，由自治区司法厅管理。
- 新疆维吾尔自治区药品监督管理局，由自治区市场监管局管理。
- 新疆维吾尔自治区戒毒管理局，由自治区司法厅管理。[來源請求]
- 新疆维吾尔自治区畜牧兽医局，由自治区农业农村厅管理。[來源請求]

### 派出机关
- 新疆维吾尔自治区阿克苏地区行政公署
- 新疆维吾尔自治区喀什地区行政公署
- 新疆维吾尔自治区和田地区行政公署

### 派出机构

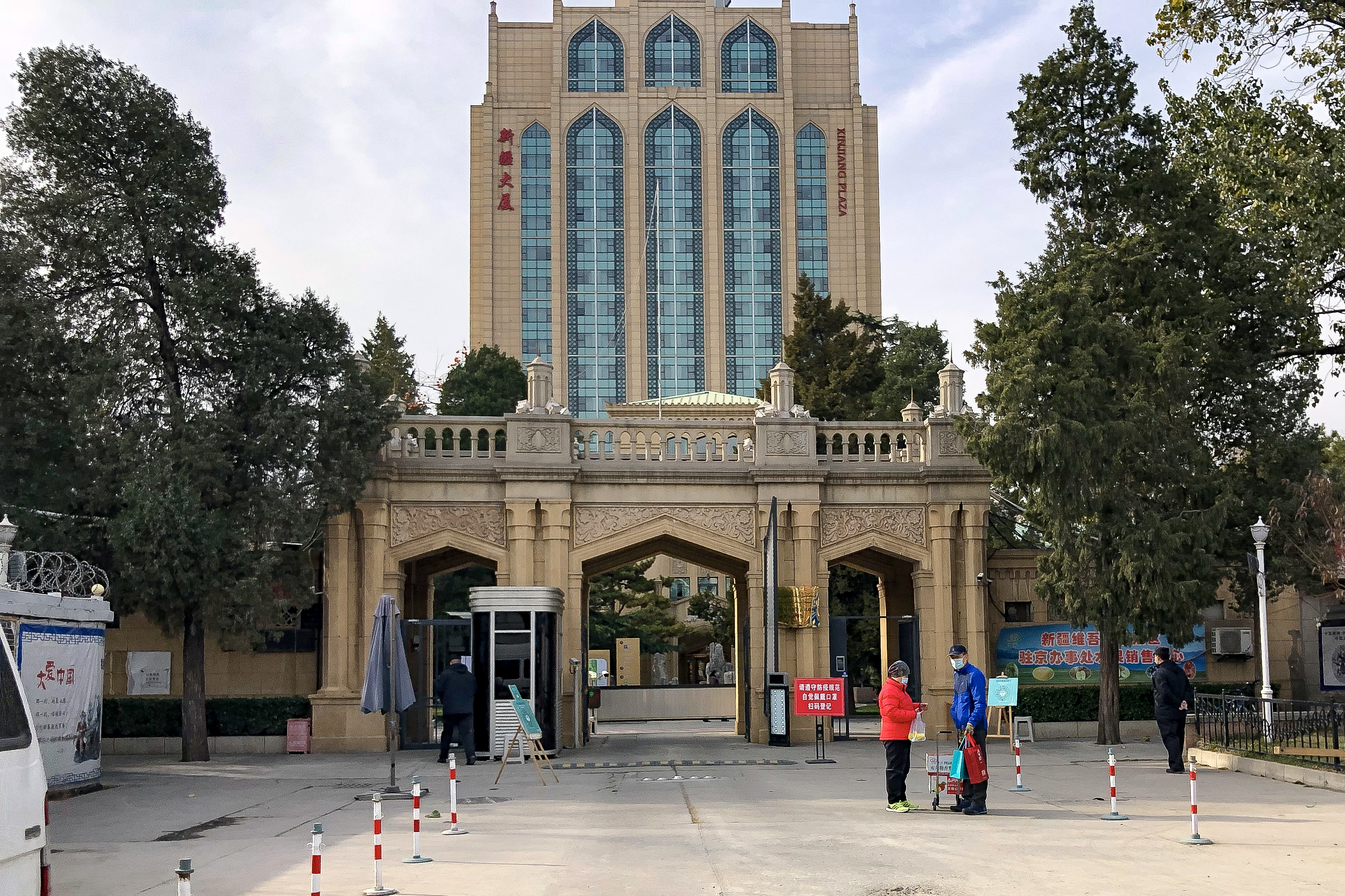
位于北京三里河路的新疆维吾尔自治区人民政府驻北京办事处正门

- 新疆维吾尔自治区人民政府驻北京办事处
- 新疆维吾尔自治区人民政府驻西安办事处
- 新疆维吾尔自治区人民政府驻广州办事处
- 新疆维吾尔自治区人民政府驻上海办事处

## 历任领导
| 新疆省人民政府主席 - 包尔汉（1949年－1955年） 新疆维吾尔自治区人民委员会主席 - 赛福鼎·艾则孜（1955年－1966年） 新疆维吾尔自治区革命委员会主任 - 龙书金（1968年－1972年） - 赛福鼎·艾则孜（代理）（1972年－1973年） - 赛福鼎·艾则孜（1973年－1978年） - 汪锋（1978年－1979年） 新疆维吾尔自治区人民政府主席 - 司马义·艾买提（1979年－1985年） - 铁木尔·达瓦买提（1985年－1993年） - 阿不来提·阿不都热西提（1993年1月－2003年1月） - 司马义·铁力瓦尔地（2003年1月－2007年12月） - 努尔·白克力（2007年12月－2014年12月） - 雪克来提·扎克尔（2014年12月－2021年9月） - 艾尔肯·吐尼亚孜（2021年9月至今） | 新疆维吾尔自治区人民政府常务副主席 …… - 陈伟俊（2021年6月至今） 新疆维吾尔自治区人民政府副主席 …… - 吉尔拉·衣沙木丁（2013年1月－2022年7月，维吾尔族） - 芒力克·斯依提（2018年1月－2023年1月，维吾尔族） - 孙红梅（2020年9月－2025年1月） - 刘苏社（2020年9月－2023年12月） - 陈明国（2021年1月－2024年2月） - 薛斌（2021年9月至今） - 玉苏甫江·麦麦提（2021年11月至今，维吾尔族） - 王刚（2023年1月至今） - 麦尔丹·木盖提（2023年1月至2024年11月，维吾尔族） - 凯赛尔·阿不都克热木（2023年1月至今，维吾尔族） - 朱立凡（2024年1月至今） - 木合亚提·加尔木哈买提（2024年5月至今，哈萨克族） - 潘曦（2024年11月至今） - 聂壮（2025年2月至今） - 克衣色尔·克尤木（2025年4月至今） 新疆维吾尔自治区人民政府秘书长 …… - 牙生·司地克（2021年5月至2023年5月，维吾尔族） - 周旭勇（2023年6月至2025年5月） - 王岿然（2025年5月至今） |